# Транскриптом
Транскриптом — сукупність продуктів транскрипції клітини, організму чи їх груп, тобто молекул РНК. Часто під поняттям транскриптом мають на увазі лише сукупність матричних РНК, в інших випадках до них додають короткі та довгі некодуючі РНК.
Клітини постійно мають транскриптом, оскільки без РНК більшість функцій клітини неможлива. Фактично, транскрипція підтримує транскриптом, а не створює його наново.
Термін «транскриптом» уперше був використаний у другій половині 1990-х років для позначення сукупності мРНК дріжджів та окремих органів людини, як наприклад мозку.
Розмір транскриптому оцінюється по-різному. Так ранні оцінки розміру транскриптому людини давали транскрипцію приблизно 5 % всієї ДНК. Подібні результати показав аналіз транскриптому миші 2002 року, де було виявлено трохи більше 60 тисяч різних РНК. Натомість пізніші проєкти ENCODE та FANTOM прийшли до висновків, що транскрибується значно більша частина ДНК — до 80 % усього геному. Хоча висновки ENCODE і піддавалися сумнівам, загалом дослідники прийняли ідею, що до транскриптому входять РНК, синтезовані на матриці більшості наявних ДНК.